# Eliteserien (fotboll)
Eliteserien är Norges högsta division i fotboll för herrar. I sponsorsammanhang fick serien 1991 namnet Tippeligaen då Norsk Tipping gick in som huvudsponsor. De flesta medier som inte har sändningsrättigheter för matcherna har dock alltid kallat serien för Eliteserien. Från och med säsongen 2017 har endast namnet "Eliteserien" används.
Genom åren har serien även kallats för Norgesserien (1937-1948), Hovedserien (1948-1962), Førstedivisjon (1963-1990). Även namnet Toppserien har använts men det har aldrig varit ett officiellt namn. Toppserien har istället blivit det officiella namnet för Norges högsta division i fotboll för damer.

## Format
Serien består sedan 2009 av 16 lag, och under en säsong spelar alla lagen mot varandra två gånger, hemma och borta. Varje lag spelar 30 matcher. Totalt är det 240 matcher. Säsongen pågår från mitten av mars till början av november (tidigare april-oktober).
Alla åtta matcher i varje omgång spelas samtidigt (start kl 18.00), de flesta omgångar spelas på söndagar.
Lagen får tre poäng vid vinst och en poäng för oavgjort. Lagen rankas efter total poäng, sedan målskillnad, antal gjorda mål och inbördes möten. De två sist placerade lagen vid säsongsslutet flyttas ned till 1. divisjon, där de två bäst placerade lagen flyttas upp till Eliteserien. Laget som hamnar på tredje sista plats får spela kvalmatcher mot lagen som kommer på tredje, fjärde och femte plats i 1. divisjon, där vinnaren får spela i Eliteserien följande säsong.

## Europacupspel
Vinnaren av Eliteserien går in i första kvalificeringsrundan av UEFA Champions League. Vinnaren i Norska Cupen blir kvalificerat för den andra kvalomgången i UEFA Europa League, medan tvåan och trean i Eliteserien får spela första kvalificeringsrundan av Europa League. Om vinnaren i cupen redan är kvalificerade för europacupspel går platsen till det fjerde placerade laget i Eliteserien. Det högst placerade laget, som inte var kvalificerat till UEFA-cupen, fick tidigare chans att delta i UEFA Intertoto Cup.
De fyra högst placerade lagen fick även delta i Royal League säsongen 2004/2005-2006/2007.

## Historia
Viking Stavanger vann första titeln sedan ligan döptes till Tippeligaen. Efter det vann Rosenborg BK 13 raka titlar (1992-2004). Under de första åren var Rosenborg totalt överlägsen, endast delvis utmanad av Molde, Lillestrøm och Brann. Säsongen 2004 blev desto mer dramatisk, då både Rosenborg BK och Vålerenga IF slutade på samma poäng och målskillnad. Rosenborg vann dock efter fler gjorda mål. 2005 fick Vålerenga IF revansch då man lyckades bryta Rosenborg BK:s dominans när man vann ligan en poäng före Start. Rosenborg BK var aldrig i närheten utan slutade 7:a. 2006 vann Rosenborg BK återigen serien, men 2007 vann SK Brann. Molde vann tre titlar på fyra säsonger mellan 2011 och 2014. Rosenborg vann fyra gånger i rad från 2015 tills 2018.

## Deltagande lag säsongen 2020
Dessa sexton lag tävlar i Eliteserien under 2020.
| Klubb        | Stad         | Placering 2019    | Första säsongen i högsta divisionen |
| ------------ | ------------ | ----------------- | ----------------------------------- |
| Aalesund     | Ålesund      | 1:a i 1. divisjon | 1937/1938                           |
| Bodø/Glimt   | Bodø         | 2                 | 1977                                |
| Brann        | Bergen       | 9                 | 1937/1938                           |
| Haugesund    | Haugesund    | 7                 | 1997                                |
| Kristiansund | Kristiansund | 6                 | 2017                                |
| Mjøndalen    | Mjøndalen    | 13                | 1937/1938                           |
| Molde        | Molde        | 1                 | 1939/1940                           |
| Odd          | Skien        | 4                 | 1937/1938                           |
| Rosenborg    | Trondheim    | 3                 | 1937/1938                           |
| Sandefjord   | Sandefjord   | 2:a i 1. divisjon | 2006                                |
| Sarpsborg 08 | Sarpsborg    | 12                | 2011                                |
| Stabæk       | Bærum        | 8                 | 1995                                |
| Start        | Kristiansand | 3:a i 1. divisjon | 1969                                |
| Strømsgodset | Drammen      | 11                | 1938/1939                           |
| Viking       | Stavanger    | 5                 | 1937/1938                           |
| Vålerenga    | Oslo         | 10                | 1937/1938                           |

## Flest segrar
Följande lag har vunnit högsta divisionen i norsk fotboll sedan säsongen 1937/1938.
- 26 segrar Rosenborg BK
- 9 segrar Fredrikstad FK
- 8 segrar Viking FK
- 5 segrar Lilleström SK, Vålerenga IF, Molde FK
- 4 segrar FK Bodø/Glimt
- 3 segrar SK Brann, Larvik Turn IF
- 2 segrar FC Lyn, IK Start, Strømsgodset IF
- 1 seger IF Fram Larvik, SK Freidig, Moss FK, Skeid Fotball, Stabæk IF

## Vinnare
1. divisjon
- 1963 - SK Brann
- 1964 - SoFK Lyn
- 1965 - Vålerenga IF
- 1966 - Skeid Fotball
- 1967 - Rosenborg BK
- 1968 - SoFK Lyn
- 1969 - Rosenborg BK
- 1970 - Strømsgodset IF
- 1971 - Rosenborg BK
- 1972 - Viking FK
- 1973 - Viking FK
- 1974 - Viking FK
- 1975 - Viking FK
- 1976 - Lillestrøm SK
- 1977 - Lillestrøm SK
- 1978 - IK Start
- 1979 - Viking FK
- 1980 - IK Start
- 1981 - Vålerenga IF
- 1982 - Viking FK
- 1983 - Vålerenga IF
- 1984 - Vålerenga IF
- 1985 - Rosenborg BK
- 1986 - Lillestrøm SK
- 1987 - Moss FK
- 1988 - Rosenborg BK
- 1989 - Lillestrøm SK
- 1990 - Rosenborg BK

Tippeligaen
- 1991 - Viking FK
- 1992 - Rosenborg BK
- 1993 - Rosenborg BK
- 1994 - Rosenborg BK
- 1995 - Rosenborg BK
- 1996 - Rosenborg BK
- 1997 - Rosenborg BK
- 1998 - Rosenborg BK
- 1999 - Rosenborg BK
- 2000 - Rosenborg BK
- 2001 - Rosenborg BK
- 2002 - Rosenborg BK
- 2003 - Rosenborg BK
- 2004 - Rosenborg BK
- 2005 - Vålerenga IF
- 2006 - Rosenborg BK
- 2007 - SK Brann
- 2008 - Stabæk IF
- 2009 - Rosenborg BK
- 2010 - Rosenborg BK
- 2011 - Molde FK
- 2012 - Molde FK
- 2013 - Strømsgodset IF
- 2014 - Molde FK
- 2015 - Rosenborg BK
- 2016 - Rosenborg BK

Eliteserien
- 2017 - Rosenborg BK
- 2018 - Rosenborg BK
- 2019 - Molde FK
- 2020 - FK Bodø/Glimt
- 2021 - FK Bodø/Glimt
- 2022 - Molde FK
- 2023 - FK Bodø/Glimt
- 2024 - FK Bodø/Glimt

## Åskådare
| År   | Totalt    | Snitt  |
| ---- | --------- | ------ |
| 1985 | 581 177   | 4 403  |
| 1986 | 426 349   | 3 229  |
| 1987 | 469 030   | 3 553  |
| 1988 | 576 257   | 4 365  |
| 1989 | 624 679   | 4 732  |
| 1990 | 647 489   | 4 905  |
| 1991 | 706 508   | 5 352  |
| 1992 | 671 903   | 5 083  |
| 1993 | 731 565   | 5 542  |
| 1994 | 688 589   | 5 216  |
| 1995 | 841 717   | 4 624  |
| 1996 | 841 368   | 4 622  |
| 1997 | 772 197   | 4 242  |
| 1998 | 959 317   | 5 270  |
| 1999 | 983 630   | 5 404  |
| 2000 | 1 024 722 | 5 639  |
| 2001 | 1 013 264 | 5 567  |
| 2002 | 1 092 359 | 6 002  |
| 2003 | 1 198 798 | 6 587  |
| 2004 | 1 458 258 | 8 012  |
| 2005 | 1 727 101 | 9 489  |
| 2006 | 1 655 572 | 9 097  |
| 2007 | 1 906 136 | 10 473 |
| 2008 | 1 785 812 | 9 812  |
| 2009 | 2 151 825 | 8 966  |
| 2010 | 1 947 236 | 8 117  |
| 2011 | 1 919 325 | 7 994  |
| 2012 | 1 680 822 | 7 003  |
| 2013 | 1 637 716 | 6 824  |
| 2014 | 1 670 706 | 6 961  |
| 2015 | 1 610 684 | 6 711  |
| 2016 | 1 669 435 | 6 985  |
| 2017 | 1 607 772 | 6 699  |
| 2018 | 1 407 693 | 5 865  |
| 2019 | 1 379 861 | 5 773  |

## Rekord
Uppdaterad 1 december 2019
| Rank                                                 | Spelare            | Antal Matcher | År        |
| ---------------------------------------------------- | ------------------ | ------------- | --------- |
| 1                                                    | Daniel Berg Hestad | 473           | 1993–2016 |
| 2                                                    | Morten Berre       | 452           | 1996–2015 |
| 4                                                    | Frode Kippe        | 441           | 1997–2019 |
| 3                                                    | Roar Strand        | 439           | 1989–2010 |
| 5                                                    | Øyvind Storflor    | 421           | 1999–2019 |
| 6                                                    | Espen Hoff         | 406           | 1999–2016 |
| 7                                                    | Steffen Hagen      | 356           | 2004–     |
| 8                                                    | Christer Basma     | 350           | 1993–2008 |
| 9                                                    | Ola By Rise        | 346           | 1977–1995 |
| 10                                                   | Runar Berg         | 345           | 1990–2009 |
| Fet stil betecknar spelare som fortfarande är aktiv. |                    |               |           |

| Rank                                                 | Spelare           | Antal Mål | År        |
| ---------------------------------------------------- | ----------------- | --------- | --------- |
| 1                                                    | Sigurd Rushfeldt  | 172       | 1992–2011 |
| 2                                                    | Harald Brattbakk  | 166       | 1990–2005 |
| 3                                                    | Petter Belsvik    | 159       | 1989–2003 |
| 4                                                    | Odd Iversen       | 158       | 1967–1982 |
| 5                                                    | Per Kristoffersen | 145       | 1956–1968 |
| 6                                                    | Frode Johnsen     | 132       | 1999–2015 |
| 7                                                    | Thorstein Helstad | 116       | 1995–2013 |
| 7                                                    | Bengt Sæternes    | 116       | 1996–2011 |
| 9                                                    | Jostein Flo       | 114       | 1987–2001 |
| 10                                                   | Arild Sundgot     | 111       | 1995–2011 |
| Fet stil betecknar spelare som fortfarande är aktiv. |                   |           |           |

## Utländska spelare i Tippeligaen/Eliteserien
Här följer några av de utländska spelare som spelat i Tippeligaen/Eliteserien.
- Trevor Morley (Brann)
- Hannu Tihinen
- Pa Dembo Touray
- Uwe Rösler (Lilleström)
- Heiðar Helguson
- John Obi Mikel (Lyn)
- Charlie Miller (Brann)
- Robert Koren
- Joachim Björklund (Brann)
- Tobias Linderoth (Stabæk)
- Christian Wilhelmsson
- Rami Shaaban (Fredrikstad)
- Alanzinho (Stabæk)
- Eiður Guðjohnsen (Molde)
- Nicklas Bendtner (Rosenborg)

### Fotnoter
1. ↑  Morten Stokstad (28 augusti 2016). ”Eliteserien erstatter Tippeligaen – og får Premier League-look” (på norska). Verdens gang. http://www.vg.no/sport/fotball/tippeligaen/eliteserien-erstatter-tippeligaen-og-faar-premier-league-look/a/23778127/. Läst 23 november 2016.
2. ↑  Patrik Persson (8 oktober 2008). ”Niklas Nordgren på väg att provspela för Start”. Kristianstadsbladet. http://www.kristianstadsbladet.se/sport/niklas-nordgren-pa-vag-att-provspela-for-start/. Läst 22 november 2015.